# Лихачовка (Котелевский район)
Лихачовка (укр. Лихачівка) — село,
Малорублевский сельский совет,
Котелевский район,
Полтавская область,
Украина.
Код КОАТУУ — 5322282505. Население по переписи 2001 года составляло 215 человек.

## Географическое положение
Село Лихачовка находится на левом берегу реки Ворскла и на правом берегу реки Мерла,
выше по течению река Ворскла на расстоянии в 1 км расположено село Ольховое (Зеньковский район),
выше по течению река Мерла на расстоянии в 2,5 км расположено село Демьяновка,
ниже по течению на расстоянии в 1,5 км расположено село Васьки (Зеньковский район).
К селу примыкают лесные массивы.

## История
Село указано на подробной карте Российской Империи и близлежащих заграничных владений 1816 года